# Парангалица
Парангалица е резерват, който се намира в Рила планина, България. Името „Парангалица“ от гръцки означава „забранено място“.

## Основаване и статут
Обявен е за резерват с обща площ 1509 хектара със Заповед No.8517 на Комитета за опазване на природната среда при Министерски съвет от 30.12.1933 година. Това е вторият най-стар резерват в България. През 1961 и 2020 г. площта на резервата е актуализирана и понастоящем (2023 г.) е 1487,29 хектара.
През 1977 година резерватът е включен в листата на биосферните резервати към програмата на ЮНЕСКО – „Човек и биосфера“. През 2020 год. резерватът е изключен от тази програма.

## Местонахождение
Резерватът се намира в Национален парк „Рила“, в Югозападния дял на планината.

## Флора
Резерватът е създаден с цел запазване на вековните смърчови и смърчо-белмурови гори, които се намират на височина от 1750 до 2000 м н.в. Признато е, че това е едно от най-благоприятните места за отглеждане на смърч в Европа. По-ниските части на резервата са заети от смесени гори – бук, ела и смърч. Над 2000 метра е клековият пояс, а след това резерватът е зает от пасища. В резервата са установени около 300 вида висши растения, като 75 вида са включени в Червената книга на България. Установени са 12 вида каменоломки. В Парангалица се намират най-големите популации на рилска иглика.

## Фауна
В резервата се срещат много представители на бозайниците: кафява мечка, благороден елен, сърна, вълк, дива котка. Има голямо разнообразие от птици. Речната пъстърва се среща често.